# Hjalmar Nyström
Hjalmar Nyström (n. 28 martie 1904, Helsingfors, Imperiul Rus – d. 6 decembrie 1960, Helsingfors, Finlanda) a fost un luptător ce a reprezentat Finlanda, medaliat olimpic. A participat la 3 ediții ale Jocurilor Olimpice (1924, 1928, 1936) în care a câștigat o medalie de argint.